# Pitt Island (Wyspy Chatham)
Pitt Island – druga co do wielkości wyspa niewielkiego archipelagu Chatham, należącego do Nowej Zelandii. Położona na Oceanie Spokojnym ok. 800 km na wschód od Nowej Zelandii, zamieszkana przez około 45 osób. Powierzchnia wynosi 62 km², najwyższe wzniesienie, Hakepa, ma 231 m n.p.m.
Głównym zajęciem mieszkańców jest hodowla owiec, rybołówstwo oraz turystyka. Na wyspie znajduje się szkoła oraz  lądowisko, obsługujące loty z pobliskiej wyspy Chatham.
Ze względu na przebiegającą w pobliżu linię zmiany daty, uznaje się, że dom wybudowany w części wyspy zwanej North Head jest najbardziej na wschód wysuniętą siedzibą na Ziemi.

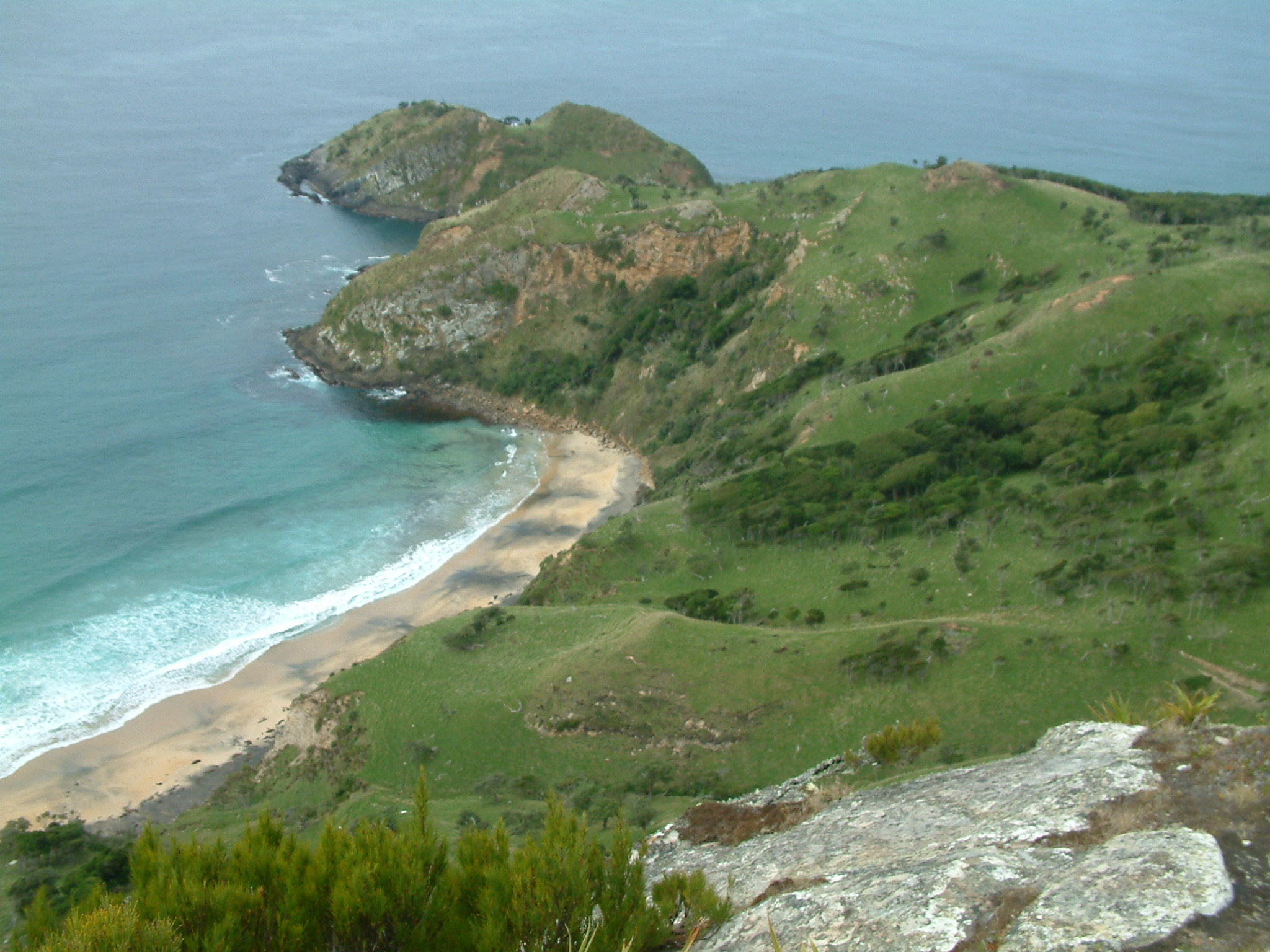
Południowy kraniec wyspy widziany z góry Hakepa